# Klaus (fumetto)
Klaus è una serie a fumetti creata dall'autore scozzese Grant Morrison. L'opera si suddivide in miniserie e albi singoli che si propongono di raccontare le origini di Babbo Natale (ovvero Santa Klaus) attingendo alle sue radici che si perdono nei miti vichinghi e germanici. Morrison si addentra in racconto ambientato in un lontano passato dominato da magia e mistero. Il fumetto viene pubblicato dalla casa editrice statunitense Boom!Studios a partire da novembre 2015. La prima opera dedicata al personaggio è una miniserie di sette albi, i cui disegni sono affidati all'artista costaricano Dan Mora.
In Italia Klaus è distribuito da Panini Comics.

## Contesto e ideazione
La miniserie è la prima opera creator-owned realizzata da Grant Morrison per i Boom!Studios e si tratta di un racconto delle origini di Babbo Natale riviste e narrate come quelle di un eroe del genere Sword and Sorcery ma all'interno di una cornice storica riconoscibile. Analizzando la genesi letteraria e folkloristica di un personaggio iconico a livello mondiale, Morrison realizza che in ogni cultura ne esiste una versione simile ma (talvolta) leggermente differente, in Russia (e diversi paesi dell'Europa orientale) abbiamo Grandfather Frost, in paesi di tradizione anglosassone

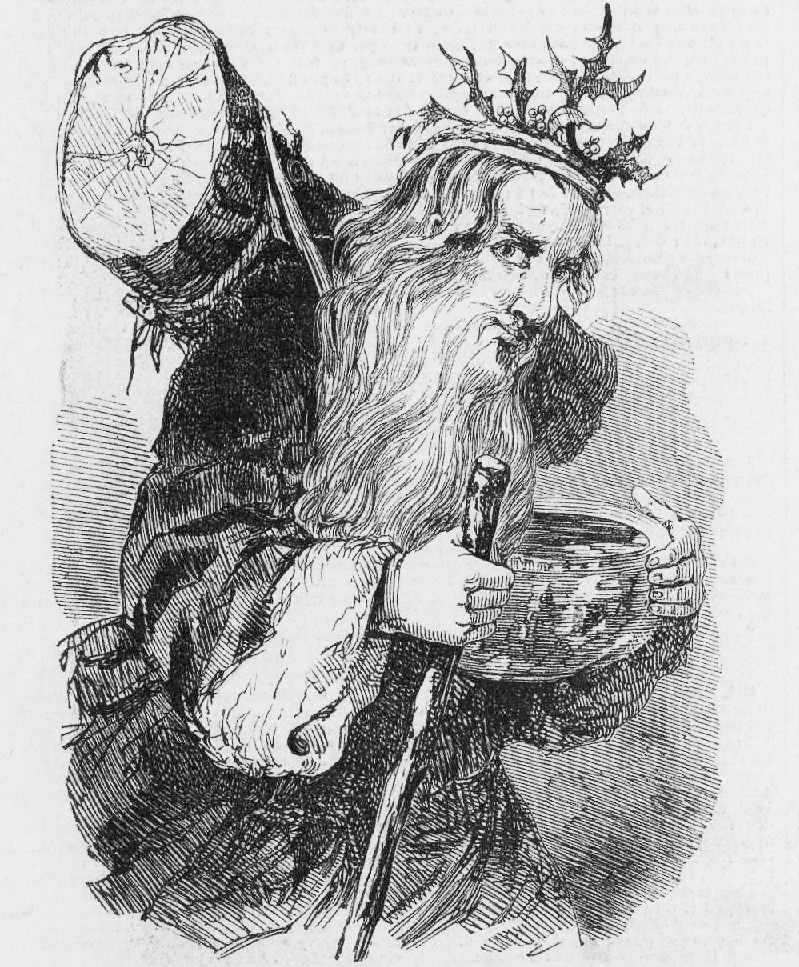
"Father Christmas", il Santa Claus della tradizione anglosassone. In un'illustrazione di Alfred Henry Forrester del 23 dicembre 1848. Pubblicata sul "London News".

Father Christmas, in altri è invece rimasta la prima storica figura di San Nicola (da cui Saint-Nicolaas, divenuto Santa Claus), quasi ci fosse (a suo dire) una Justice League di Santa Claus. Ovviamente la globalizzazione culturale ed economica ha portato a plasmarne una versione comunemente accettata da tutti quale il bonario anziano con barba bianca e vestito rosso-bianco, veicolo ideale per la promozione di prodotti di consumo e giocattoli. Morrison si trova così di fronte ad un dilemma che ha già affrontato in passato, soprattutto alla DC Comics quando ha dovuto rielaborare le origini di un personaggio con diversi decenni (e reboot) di vita alle spalle. Anche in quel caso bisogna selezionarne gli elementi fondanti e cercare di dare vita a delle origini e ad una saga che siano coerenti e non tradiscano lo spirito che ne ha caratterizzato la nascita. Il Santa Claus morrisoniano trova le sue radici in un preciso contesto storico, siamo nell'Europa dell'epoca feudale e cristiana, al quale si aggiungono però elementi fantastici e/o sovrannaturali tipici della genesi dei super eroi dei fumetti. Il futuro Babbo Natale ci viene presentato agli inizi come un giovane guerriero di nome Klaus, di origine normanna, che si trova a combattere contro un signore feudale dispotico e incline all'uso delle arti esoteriche. Nella genesi del personaggio si ritrovano diversi elementi tipici della poetica di Morrison quali la politica (anti-elitaria), lo sciamanesimo, la magia presente (anche se non percepita) nella vita quotidiana e maggiormente evidente/potente in particolari periodi dell'anno (quale lo Yule). A questo si aggiunge la convinzione dell'autore secondo la quale vi siano entità che interferiscono con le nostre vite e nel caso di Klaus sono probabilmente positive in quanto gli salvano la vita e stabiliscono per lui il percorso che lo porta a divenire un essere immortale, dispensatore di gioia nel periodo più buio dell'anno.
Grant Morrison afferma che aveva cominciato ad interessarsi dell'iconica figura di Babbo Natale verso la fine del suo ciclo di storie su Batman. Stava cercando di capire a quale personaggio poteva dedicarsi per rivisitarne le origini e le sue prime avventure, pietra angolare di ogni super eroe (e/o mito) in quanto fondanti del suo destino come paladino della giustizia e portatore di speranza. Bisogna evidenziare che Morrison (così come alcuni accademici) vede i super eroi come archetipi della moderna mitologia, creati per dare forma alle nostre speranze e avatar delle aspirazioni per il futuro dell'umanità. I super criminali, in questa lettura, rappresentano sia le pulsioni più negative dell'animo umano sia gli antichi dei/demoni che vogliono impedire la presa di consapevolezza della nostra coscienza. Santa Claus è quindi, agli occhi di Morrison, un vero super eroe tra i più iconici e riconoscibili, rappresenta colui che porta luce e speranza in giorni oscuri, quelli del solstizio d'inverno. Come fonte di ispirazione, oltre ai miti del passato, l'autore guarda ad una via di mezzo di due personaggi quali Superman e il Dottor Who, una combinazione che possa portare ad un personaggio con il quale puoi narrare ogni tipo di storia. Tra l'altro bisogna sottolineare come Morrison sia reduce da un ciclo di storie come quello su Action Comics tra il 2011 e il 2013 che prevedeva un reboot del personaggio dopo gli eventi di Flashpoint e il conseguente azzeramento della continuity dell'universo DC per quanto riguardava gli albi pubblicati prima del 2011. Come poi applicato a Klaus, ebbe modo di presentarci un giovane Kal-El/Clark Kent durante le sue prime avventure (riviste e aggiornate). Rispetto a quanto fatto con Superman, nel caso delle origini di Babbo Natale ci si trova però di fronte ad un'opera più originale e mai vista nel campo dei comic in quanto, per quanto riguarda l'iconico Uomo d'Acciaio (o altri personaggi del duopolio Marvel/DC) vi sono già stati vari rilanci e reboot nel corso della sua pluridecennale storia. Con Kluas, Morrison sente una maggior libertà creativa (in quanto fumetto indipendente) e inoltre si può allineare maggiormente con quello che lui percepisce come lo spirito dei nostri tempi, dichiarando :«stiamo vivendo in un'epoca psichedelica e bizzarra, tipo Le avventure di Alice nel Paese delle Meraviglie... il mondo dell'entertainment è meno realistico... non ci sono più i Batman di Christopher Nolan ma (cinecomic) quali Thor: Ragnarok». Morrison non è convinto che questa via possa durare ma sicuramente è il periodo ideale (lo dichiara nel 2017) per proporre un'opera fantasy quale Klaus la quale non è però scevra dal portare anche una forte critica sociale all'attuale globalizzazione economica. Tale aspetto viene affrontato nelle opere sequel di Klaus, in quanto questa prima parte dell'opera è maggiormente incentrato sulle origini del personaggio, preambolo ad una saga di più ampio respiro.

## Biografia del personaggio

### Le origini di Santa Claus
(Klaus)
Klaus è un uomo del Nord (descritto come un Viking) che vive isolato tra innevate foreste insieme con una lupa bianca chiamata Lilli. Per vivere si procaccia delle pelli di animali per poi rivenderle nei villaggi. Uno dei centri più importanti è Grimsvig, una città circondata da mura e dominata da un castello intorno al quale vi sono le umili abitazioni dei cittadini che vivono in capanne di legno e paglia. Klaus è diversi anni che non si reca a Grimsvig ma il barone del nord con cui di solito tratta ha chiuso i confini del suo territorio. Il motivo della sua lunga assenza risale a quando era un giovane Capitano della Guardia di Grimsvig, al servizio del precedente barone della città: Alrik. Dopo che questi muore per avvelenamento, il suo consigliere Lord Magnus accusa Klaus di averlo assassinato e, creando false prove, lo esilia dalla città senza indumenti e cibi. Destinato a morire assiderato, viene salvato da una lupa (Lilli). Tale animale delle foreste è fortemente empatico e si ricorda di quando da cucciola vanne risparmiata da Klaus durante una battuta di caccia per sterminare i lupi del suo branco. Lord Magnus, reale colpevole per la morte di Alrik, sposa la figlia (Lady Dagmar) da cui ha un figlio (Jonas) e assume il controllo della città. A distanza di molto tempo Klaus, ormai un uomo adulto e irriconoscibile deve forzatamente tornare, l'inverno è rigido e siamo nel periodo delle celebrazioni di Yule, momento ideale per scambiare le sue merci con cibo e altri prodotti. La città è da tempo governata da Lord Magnus, ossessionato dal potere e preoccupato per l'arrivo imminente del re di quel territorio, consapevole che il monarca è a conoscenza dei suoi soprusi sulla popolazione. Per proteggersi ha stretto in segreto un patto con una misteriosa entità conosciuta come La Voce del Libro Nero, convinto che sia l'unico mezzo per consolidare il suo potere (illegittimo), e ne segue le indicazioni che gli arrivano tramite voci che solo lui dice di sentire. Tra queste vi sono la schiavizzazione della popolazione, il divieto di festeggiare le festività di Yule e la messa al bando di ogni attività che porti gioia, tra cui i giocattoli ai bambini. Di conseguenza l'intera zona cittadina è pattugliata dall'esercito a lui fedele e tutti i ragazzi e gli uomini sono a lavorare nelle miniere. Mentre Klaus si sta ristorando a un pub i soldati lo bloccano e gli prendono tutta la merce dopo di che gli intimano di andarsene. Klaus non cerca guai ma reagisce quando vede un bambino che viene maltrattato perché ha osato farsi vedere in strada a giocare. Apprende che il barone ha proibito inspiegabilmente ogni forma di divertimento e la produzione di giocattoli. Siccome ha colpito una guardia viene legato e ferito, abbandonato poi a morire al di fuori delle mura. Alcuni soldati lo seguono per dargli il colpo di grazia ma viene salvato da Lilli. Klaus è attonito per quello che è successo ma pare che questo cambierà il suo destino. Durante la notte ha un sogno lucido nel quale vede degli spiriti o entità non terrestri (gli spiriti del gelo e delle foreste) che gli infondono le capacità per creare moltissimi giocattoli usando il suo coltello e il legno della foresta. Il giorno dopo Klaus ha chiaro cosa fare, entrare furtivamente una notte a Grimsvig e distribuire segretamente i doni da lui creati. Per meglio confondersi tra le guardie usa la loro uniforme caratterizzata dal colore rosso e bianco. Le sue scorribande e i gli splendidi doni portati ai bambini più poveri fanno temere i soldati di Lord Magnus che ritengono si tratti di una specie di fantasma al cui vengono attribuiti vari appellativi quali spettro-lupo, lo spirito di Yule o Santa. Lord Magnus non crede nella natura soprannaturale di questo Santa e riesce a farlo cadere in un'imboscata nella quale viene ferito gravemente. Viene salvato da un bambino, figlio di un minatore di nome Gunnar. Il fanciullo con l'aiuto di Lilli lo porta al di fuori delle mura, raggiungendo un luogo sicuro dove Klaus possa cercare di curarsi dalle ferite. Lord Magnus però ha dimostrato ai suoi soldati che il fantomatico Spirito di Yule (o Santa) è solo un uomo e quindi organizza una truppa che ne segua le tracce e raggiunga un Klaus ormai incapace di proteggersi. Tra l'altro lo riconosce in quanto si erano incontrati in passato quando era una guardia del barone Alrik e il primo vero amore di Lady Dagmar. Lord Magnus decide di lasciarlo a morire inchiodato sullo strato ghiacciato di un lago. Il bambino che lo ha aiutato viene invece catturato per essere radunato insieme con altri bambini scomparsi destinati a essere sacrificati al mostro della Roccia Nera che sta per essere risvegliato. Il duro e incessante lavoro nella miniera non è infatti dovuto all'estrazione del carbone ma serve a liberare un'entità antica e malvagia, partorita dalla parte più oscura dell'animo umano e le cui origini risalgono all'epoca degli antichi dei. Come previsto da Lord Magnus nel giorno dell'arrivo del re (previsto per il solstizio d'inverno) la creatura viene liberata dalla roccia in cui è stata imprigionata e dopo tempo immemorabile è pronta a scatenare la sua furia non solo sull'esercito regio ma anche sulla popolazione e i bambini di Gimsvig (fonte di nutrizione). Tardivamente Lord Magnus si rende conto che è un'entità incontrollabile e arriva persino a prendergli il figlio Jonas. In soccorso degli abitanti arriva però Klaus, salvato da morte certa dalle misteriose entità chiamate in vari modi tra cui Spiriti delle Foreste e del Gelo. Per Klaus hanno inoltre costruito una slitta che vola trainata dagli stessi lupi della razza di Lilli. La creatura mostruosa della Roccia Nera riconosce lo strano velivolo individuando come i materiali usati nel crearlo sono i "metallo-pensieri" assemblati in macchina brillante dal globo a otto angoli. Si tratta di una "tecno-magia" di cui erano capaci gli antichi nemici della sua specie demoniaca e ora il loro paladino è Klaus. Infuria una battaglia ma il guerriero vichingo riesce a uccidere la creatura e riportare la speranza nel giorno più sacro dell'inverno, il momento in cui i giorni più bui riprendono il cammino verso la luce.
Epilogo origini: Lord Magnus è stato ucciso dalla stessa creatura che ha invocato per alimentare il suo vano potere. Klaus è divenuto immortale e in ricordo di questi giorni di sacrifici e trionfo si propone di portare doni ai bambini durante le festività di Yule (21-28 dicembre circa secondo la tradizione germanica). Prima di intraprendere questa sacra missione ha però modo di ricongiungersi con Lady Dagmar e vivere con la sua amata fino alla fine dei suoi giorni. Riesce inoltre a divenire un nuovo padre per Jonas che diverrà un saggio e magnanimo barone.

## Citazioni storiche e folclore
Grant Morrison ricrea le origini di Babbo Natale partendo sia da un contesto storico sia attingendo al folclore germanico e allo sciamanesimo siberiano:
- Yule: la storia dell'arco narrativo Le Origini di Santa Claus si svolge durante quei giorni dell'inverno in cui ricadono le celebrazioni di Yule. Si tratta di un periodo sacro di origine pre-cristiana sviluppatosi presso le tribù germaniche e poi diffuso anche in altri popoli del nord Europa. Probabilmente si trattava di celebrazioni che avvenivano intorno al solstizio d'inverno (21 dicembre) e che duravano diversi giorni. Molte delle tradizioni partorite da questa festa pagana sono poi state assimilate dalla liturgia e calendario cristiano, riplasmate in quelle che sono le festività del Natale. Negli stati continentali dell'Europa ciò che realmente accadeva durante Yule è stato però cancellato dalla memoria storica dei popoli e i testi in cui si accenna maggiormente a tale periodo rimangono le Saghe Islandesi. L'autore Grant Morrison colloca l'origine di Santa Claus (ovvero Babbo Natale) all'interno di questo periodo dell'anno e lo stesso Klaus viene riconosciuto come un guerriero vichingo anche se la storia si ambienta in un territorio dell'Europa cristiana durante il medioevo.

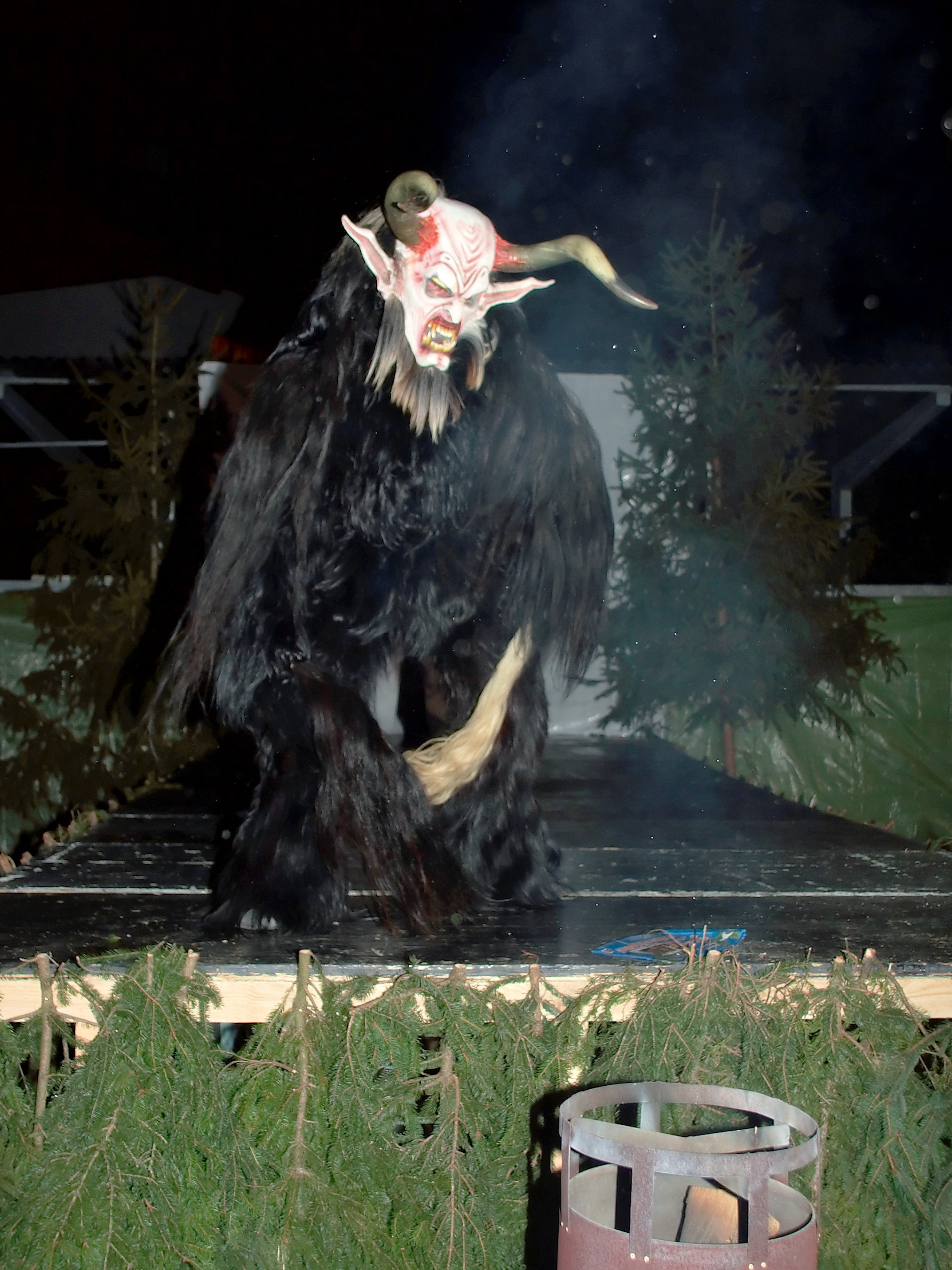
Un'interpretazione del Krampus durante una celebrazione a Salisburgo (dicembre 2006).

- Krampus: la creatura evocata nel fumetto da Lord Magnus, per contrastare il re e Klaus, è resa visivamente ispirandosi al mito germanico dell'essere mostruoso conosciuto come Krampus, termine forse derivato dal bavarese "kramp" (ovvero artiglio)[9]. Il disegnatore Dan Mora ne riprende caratteristiche quali l'aspetto ibrido umano-animale, le zampe che terminano con zoccoli di capra, coperto da pellicce maleodoranti, maschera scheletrica e corna demoniache[9]. Secondo la tradizione risale dagli inferi il 5 dicembre, rievocata in epoca cristiana durante la festa di San Nicola di Myra[9]. Tale essere si aggira per le strade, frusta le persone, si nutre di bambini e porta maledizioni. Le sue origini si perdono nelle tradizioni più antiche delle tribù germaniche, già presenti in epoca pre-cristiana e si sono diffuse in altre culture del Nord Europa tra cui quelle di alcuni regni vichinghi[9]. Simbolicamente rappresenta le tribolazioni e le sofferenze che quei popoli passano durante i lunghi inverni, dove il cibo scarseggiava e la mortalità infantile aumentava. In epoca cristiana il mito del Krampus è sopravvissuto ma è stato assimilato alle liturgie e tradizioni del nuovo credo dominante. Quindi il Krampus pur risorgendo dalle tenebre viene sconfitto da San Nicola che riesce a domarlo e ora durante le festività di Yule (il periodo natalizio) si limita a impaurire e minacciare i bambini che si sono comportati male[9]. Il giorno del Krampus viene ancora celebrato con feste e sfilate di persone che ne indossano i costumi. Tale usanza è rimasta soprattutto nelle aree dell'ex-impero austro-ungarico ma anche in Italia nel Trentino-Alto Adige, nel nord-est del Friuli Venezia Giulia e in alcune località del Veneto come in provincia di Belluno[9].

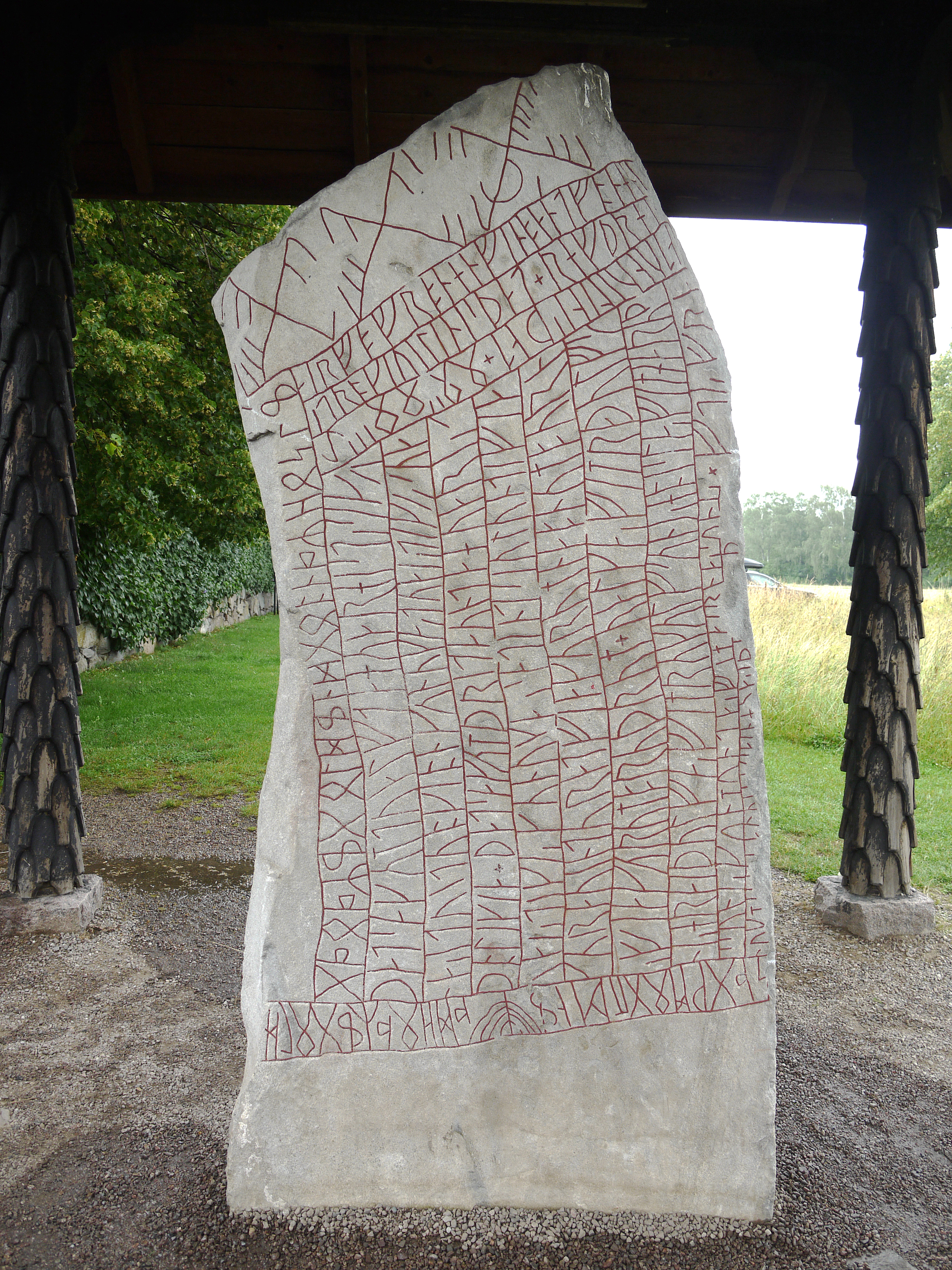
Le Rune incise sulla Pietra di Rok in Svezia, risalente al IX secolo (foto del 2009).

- Le Rune: si tratta di un insieme di simboli che formano un alfabeto utilizzato dalle popolazioni germaniche e probabilmente derivato dalle antiche Lingue italiche[10]. Nell'immaginario collettivo sono legate al simbolismo vichingo e infatti l'uso delle Rune sia come scrittura sia come simboli rituali era diffuso presso le popolazioni del Nord Europa nell'Alto Medio Evo[10]. Ogni singola Runa ha un'interpretazione che scavalca il valore alfabetico per arrivare a rappresentare forze, energie e significati occulti[10]. Presso le popolazioni vichinghe (e non solo) ne veniva fatto anche un uso per le pratiche divinatorie, come sigilli di protezione e come supporto alle cure per il corpo/spirito[10]. Nel fumetto di Morrison, quando Klaus è stato ferito gravemente e viene lasciato a morire sul ghiaccio, vi è l'intervento degli Spiriti della Foresta. Le entità guariscono e rigenerano Klaus usando tre rune che vengono posate a triangolo tra le due spalle e la fronte[7]. I simboli usati sono:

- Gebo ("X"), simbolo che rappresenta la Runa del Dono, governata dalla Dea Gefjon e va interpretata come gioia nel donare beni e nel sacrificare se stessi per la comunità.
- Wunjo, simbolo che rappresenta la Runa della Gioia e dell'Armonia, sia con se stessi che con il proprio clan/famiglia. Associata anche alla guarigione corporale/spirituale e per questo legata al Dio Balder, figlio di Odino e Frigga, noto guaritore e sapiente nell'uso delle erbe.
- Eihwaz, la Runa del Tasso, albero sempreverde, simbolo Yggdrasill, l'asse del cosmo e impalcatura dell'intera mitologia norrena. In questa Runa si esprime il significato del ciclo tra la vita e la morte, due eventi strettamente collegati e mai definitivi in quanto portatori di una continua rinascita. Per questo è legata al Dio arciere Ullr, divinità arcaica della Morte, esperienza che va accettata per poter compiere l'esperienza della fine e di un nuovo inizio dell'esistenza.

## Opere
- Klaus nn.1-7, Grant Morrison (testi) e Dan Mora (disegni), miniserie (conclusa, novembre 2015 - agosto 2016.
- Klaus and the Witch of Winter n.1, Grant Morrison (testi) e Dan Mora (disegni), albo unico, 21 dicembre 2016.
- Klaus and the Crisis in Xmasville n.1, Grant Morrison (testi) e Dan Mora (disegni), albo unico, dicembre 2017.